# Lorenz Alleintz
Lorenz Alleintz (van Hove), auch Alleyns, (* vor 1550 in Antwerpen; † 17. Juni 1626 in Frankfurt am Main) war ein Kantor und Lehrer.

## Leben und Wirken
Lorenz Alleintz wollte eigentlich gebräuchliche Gesänge der deutschen lutherischen Kirche übersetzen und dazu volkstümliche flandrische Melodien ergänzen. Er verließ Antwerpen, wo Anhänger des Luthertums nicht geduldet wurden, zog nach Frankfurt und konnte sein Vorhaben daher nicht realisieren. Der Rat der Stadt ernannte ihn 1573 zum „deutschen Schulmeister“. Vier Jahre später erwarb er das Frankfurter Bürgerrecht und bekleidete ab 1610 wiederholt das Amt des „älteren Schulvorstehers“. Er betätigte sich darüber hinaus als Kantor, Schulmeister sowie Diakon und im Vorstand der Niederländischen Gemeinde Augsburger Konfession.
Im Jahr 1580 veröffentlichte Alleintz eine Übersetzung des Lutherischen Katechismus. Außerdem übertrug er viele Kirchenlieder in die französische Sprache. Aus seiner Nachkommenschaft gingen mehrere wichtige Kaufmannsfamilien hervor, darunter die Familien Melber und von Metzler.